# Italo Svevo
Italo Svevo (Trieste, 19 de desembre de 1861 – Motta di Livenza, 13 de setembre de 1928) és el pseudònim d'Aron Hector Schmitz, o simplement Ettore Schmitz, escriptor italià.

## Biografia

### Infantesa i joventut

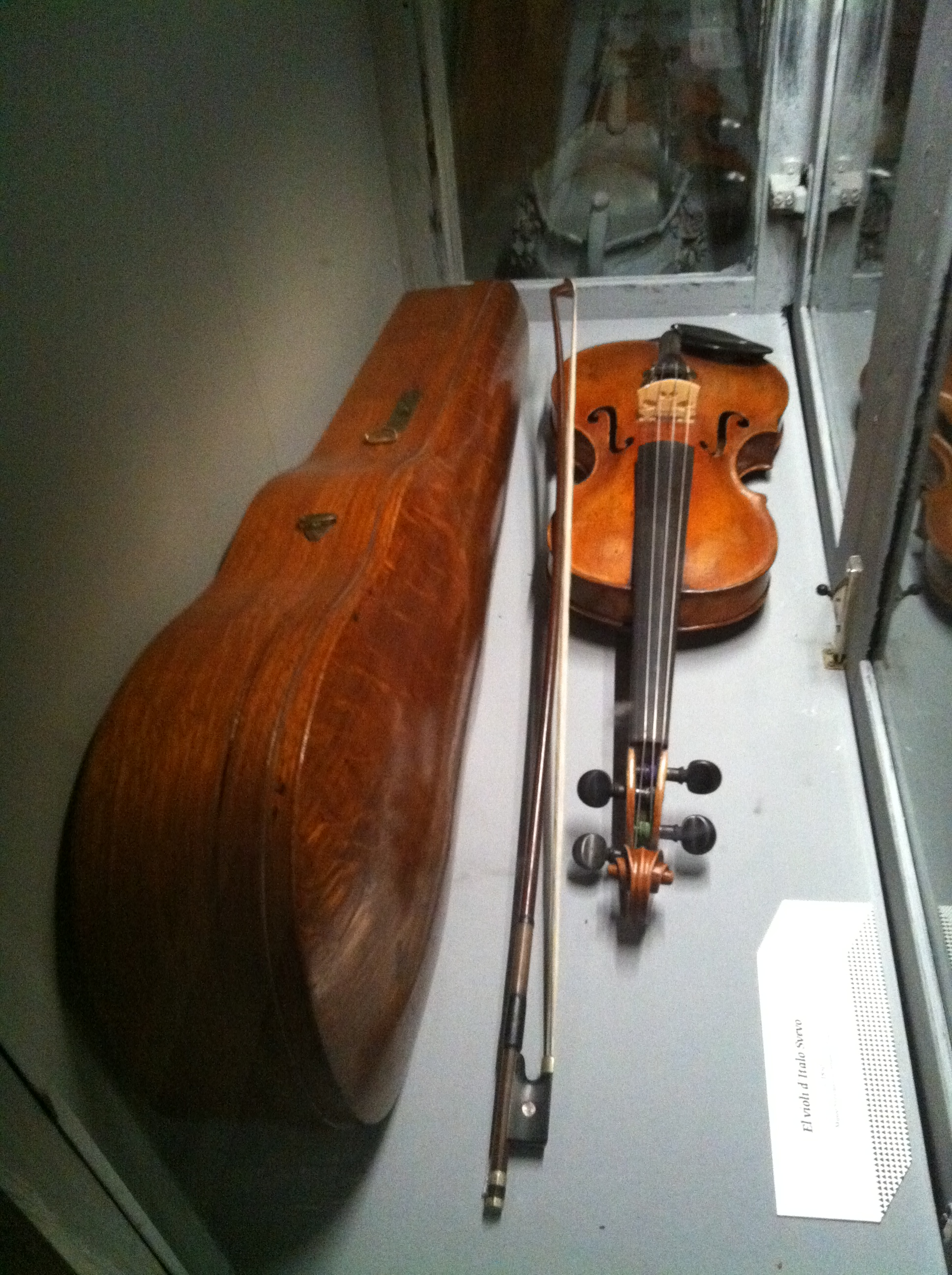
Violí d'Italo Svevo a l'exposició La Trieste de Magris al CCCB durant el 2011.

Nascut a Trieste, son pare Francesco era un comerciant alemany d'origen hebreu mentre que sa mare Allegra Moravia era italiana. Després d'assistir a l'escola bàsica en la seua ciutat natal, en 1873 és enviat a Segnitz-am-Main, Baviera (Alemanya), per a perfeccionar el seu alemany, idioma considerat indispensable en el món dels negocis. És en aquest període quan s'acosta als clàssics, llegint sobretot Jean Paul,  Shakespeare i Turguénev. Durant els cinc anys que hi va romandre, va estar acompanyat pel seu germà major, Adolfo; i els dos últims anys se'ls va unir el germà menut, Elio, el qual va escriure un interessant diari que constitueix una font important per al coneixement psicològic de Svevo.
L'any 1878 va tornar a Trieste, on va assistir a l'Institut Superior de Comerç "Pasquale Revoltella", però després de tan sols dos anys la fallida de la cristalleria del pare el va obligar a deixar els estudis i a treballar en la filial de Trieste de la Unió Bancària de Viena, on va romandre fins a l'any 1899 com a encarregat de la correspondència en alemany i francès.

### L'interès per la literatura
No va deixar d'ampliar els seus coneixements literaris i va freqüentar assíduament la biblioteca pública on, al mateix temps que llegia els clàssics italians i francesos, s'acostava a la literatura psiconalítica. Va començar al mateix temps la seua col·laboració amb el periòdic triestí "L'Independent", de tendència liberal-nacional, al qual va escriure, amb el pseudònim d'E. Samegli, articles i ressenyes sobre els més variats arguments. En este període va aparèixer la seua obra teatral "Ariosto governador", així com la seua narració "L'assassí del carrer Belpoggio", que va ser publicada al periòdic l'any 1890. Svevo tenia l'italià com a segona llengua, i per això alguns crítics són de l'opinió que l'escrivia malament, tot i que altres han puntualitzat que el seu no és un italià dolent, sinó més aviat la versió particular del llenguatge toscà en boca d'un triestí.

### Primeres novel·les
L'any 1892 va morir son pare i en el mateix any l'editor Vram va publicar, a costa de l'autor, la seua primera novel·la,"Una vida", en la qual utilitza per primera vegada el pseudònim d'Italo Svevo, amb el qual intentava conciliar els seus dos orígens culturals, l'alemany i l'italià.
El 1896 es va convertir al catolicisme, es va casar amb la seua cosina Lidia Veneziani (la qual escriuria "La vida del meu marit") i va iniciar la seua col·laboració amb el periòdic triestí "Il Piccolo". El 1898 es va publicar per capítols a "L'Independent" la seua segona novel·la, "Senilitá", que posteriorment, en aquell mateix any va ser publicada costa de l'autor, però sense obtenir cap èxit. L'any 1897 va nàixer la seua filla Letizia.

### Retorn al treball
Desil·lusionat pel seu fracàs literari va decidir dedicar-se exclusivament al comerç i va esdevenir l'encarregat del negoci de tints Veneziani, que pertanyia al seu sogre Gioacchino. Per motius del negoci va haver de realitzar diversos viatges a l'estranger entre 1899 i 1912. Tot i que durant aquesta època semblava haver oblidat per complet la seua passió literària, en realitat continuava escrivint, sent d'aquest període les seues obres "Un marit", "Les aventures de Maria" i una desena de narracions més.

### L'interès per les teories de Freud
A conseqüència de les sessions psicoanalítiques a les quals es va sotmetre el seu cunyat Bruno Veneziani a Viena amb el doctor Freud, Svevo va començar a interessar-se en la psicoanàlisi. L'any 1907 va conèixer a James Joyce, el qual es trobava exiliat en Tries-te i exercia de professor d'anglès en l'acadèmia Bertliz, on estudiava Svevo, i a conseqüència d'aquesta trobada va sorgir no només una profunda amistat sinó una interessant col·laboració literària.

### La guerra i el retorn a la literatura
El 1915, després de l'esclat de la guerra, la família va abandonar Trieste, mentre que Svevo va romandre sol per a dirigir el negoci, que de totes maneres hauria de tancar pocs anys després. Sense treball, va reprendre els seus estudis literaris i es va interessar pels autors anglesos, així com pels mètodes terapèutics de Freud del qual, en col·laboració amb Aurelio Finzi, un metge i nebot de Sevevo, va traduir La interpretació dels somnis.
El 1919 va començar la seua tercera novel·la, "La consciència de Zeno", la qual va ser publicada l'any 1923 per l'editor Cappelli a Bolonya. En aquesta obra es mostra el seu interés per les teories psicoanalítiques; està escrita com si foren les memòries que el seu protagonista escriu a causa de la insistència del seu psiquiatre.
Si bé l'obra no va merèixer en principi cap atenció ni pel públic ni per la crítica italiana, James Joyce la va llegir i la va valorar tan positivament que va ajudar a Svevo a traduir-la al francés i li va aconsellar que, després de publicar-la a París, l'enviara als crítics francesos V. Larbaud i B. Cremieux. La novel·la va tenir una excel·lent acollida a França. Mentrestant quelcom es mou també a Itàlia, apareixent l'any 1925 en la revista milanesa "l'esame" una crítica de Eugenio Montale titulada "Homenatge a Italo Svevo".
Svevo mentrestant treballava en una sèrie de contes i en una quarta novel·la, "El vellard" o "Les confessions d'un ancià", quan, després de ser atropellat per un automòbil prop de Motta di Livenza (província de Treviso), va perdre la vida al setembre de 1928, sent publicades pòstumament les seues últimes obres i esbossos.

## La consciència de Zeno
En aquesta novel·la, Svevo mira més enllà dels confins de Trieste, tal com ocorre en les primeres obres del seu amic Joyce, el qual mai va abandonar Dublín en els últims anys d'Irlanda com a colònia britànica. Svevo hi mostra una aguda i sardònica visió de Trieste i del seu heroi, Zeno Cosini, un mediocre home de negocis que enganya a la seua dona i menteix al seu psiquiatre mentre intenta explicar-se a si mateix revisant les seues memòries.
El protagonista Zeno utilitza la psicoanàlisi, diu, per a descobrir el perquè de la seua addició al tabac. Tal com revela en les seues memòries, cada vegada que ha deixat de fumar ho ha fet amb la fèrria decisió que aquest seria el seu "últim cigarret", sentint amb això l'estimulant sensació que la seua vida comença novament sense el llast dels seus vells hàbits i errors. Aquesta sensació, no obstant, és tan forta i agradable que l'impulsa a fumar novament, encara que només sigui per a sentir-la una vegada més en tornar a deixar de fumar.
Svevo també va fumar durant tota la seua vida. Paradoxalment, mentre en el seu llit de mort intentava guarir-se de les mortals ferides patides després de ser atropellat per un cotxe, Svevo solia demanar un cigarret als seus visitants intentant convèncer-los que aquest seria realment el seu "últim cigarret".

## Obres

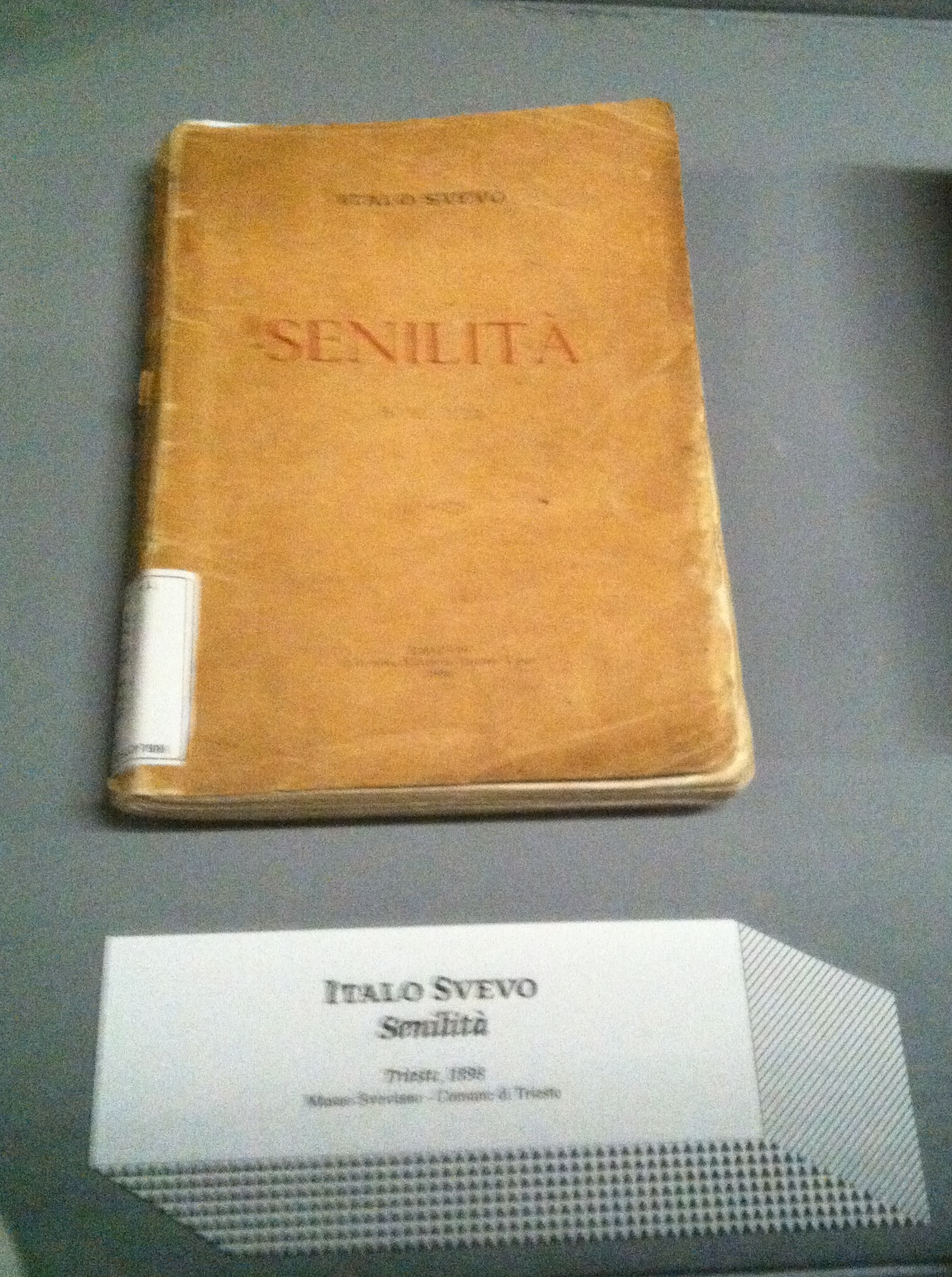
Senilità una de les obres d'Italo Svevo

- 1877: L'adveniment dels records (l'avvenire dei ricordi).
- 1880: 
  - Ariosto governador (Ariosto Governatore)
  - El primer amor (Il primo amore).
  - El rei hi ha mort. Viva el rei! (Le roi est mort. Vive le roi!).
  - Els dos poetes (I due poeti).
- 1881: 
  - Defecte modern (Difetto moderno).
  - Història dels meus treballs (La storia dei miei lavori).
  - La gent superior (I tre caratteri, titulat posteriorment La gente superiore).
- 1890: L'assassí del carrer Belpoggio (l'assassinio di via Belpoggio).
- 1892: Una vida (Una vita).
- 1898: Senilitat(Senilità).
- 1923: La consciència de Zeno (La coscienza di Zeno).
- 1926: 
  - La mare (La mare).
  - Una burla reeixida (Una burla riuscita).
  - Vi generós (Vino generoso).
  - La història del bon vell i la bonica joveneta (La novella del buon vecchio e della bella fanciulla).
- 1927: Tercet espedaçat (Terzetto Spezzato).

Pòstumament es va publicar, incomplet, El vellard (Il vecchione).

### Traduccions al català
- 1987: Senilitat (Senilità). Traducció de Jordi Domènech Soteras. Barcelona: Edicions Proa (Biblioteca A tot vent, 260).
- 1989: Una vida (Una vita). Traducció de Rolando del Guerra i Dorotea Casas. Barcelona: Edicions 62 (Les millors obres de la literatura universal. Segle XX).
- 2000: La consciència de Zeno (La coscienza di Zeno). Traducció de Carme Arenas Noguera. Barcelona: Edicions de La Magrana (Els llibres de butxaca, 44).
- 2019: L'afer del bon vell i la bella joveneta (La novella del buon vecchio e della bella fanciulla). Traducció de Marina Laboreo Roig. Martorell: Adesiara (D'ací i d'allà, 72).